# Placek (ciasto)

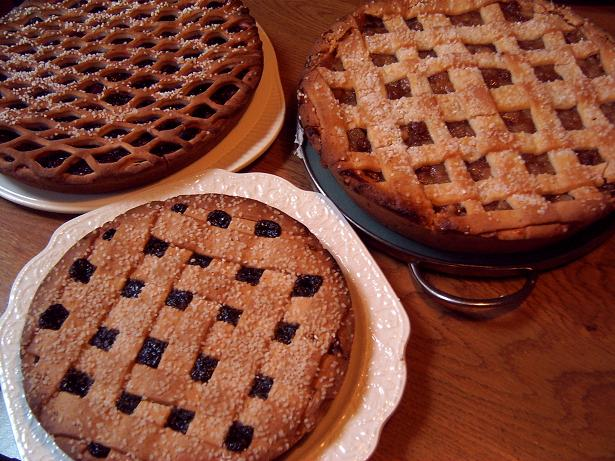
Placki owocowe z Holandii

Placek – rodzaj wypieku, który zwykle składa się z płaskiej warstwy ciasta wypełnionej lub pokrytej nadzieniem składającym się z różnych słodkich składników. Słodkie placki mogą być wypełnione owocami (jak w szarlotce), orzechami (np orzechami pekan), brązowym cukrem, lub słodzonymi warzywami (placek z rabarbarem). 
Placek może mieć ciasto wyściełające formę do pieczenia (z nadzieniem umieszczonym na cieście, pozostawionym otwartym), nadzienie w dolnej części naczynia (przed pieczeniem przykryte ciastem) lub nadzienie całkowicie zamknięte między warstwami ciasta. Ciasto kruche jest typowym rodzajem ciasta używanego do placków, ale można stosować wiele innych rodzajów ciasta, na przykład okruchy ciastek wymieszane z odrobiną tłuszczu czy ciasto francuskie.
Placki mogą mieć różne rozmiary: czy to być na jeden ząb, czy to znacznie większe, które trzeba dzielić na wiele porcji; często mają okrągły lub owalny kształt.
W jęz. polskim definicja placka (z nadzieniem) obejmuje wyłącznie wypieki słodkie. Podobne wypieki, niemające charakteru deserowego, funkcjonują także w innych krajach. Mogą być wypełnione warzywami, mięsem, nadzieniem z jajka i sera (np. quiche) lub mieszanką mięsa i warzyw. 

## Podobne wypieki, także wytrwane, z innych krajów

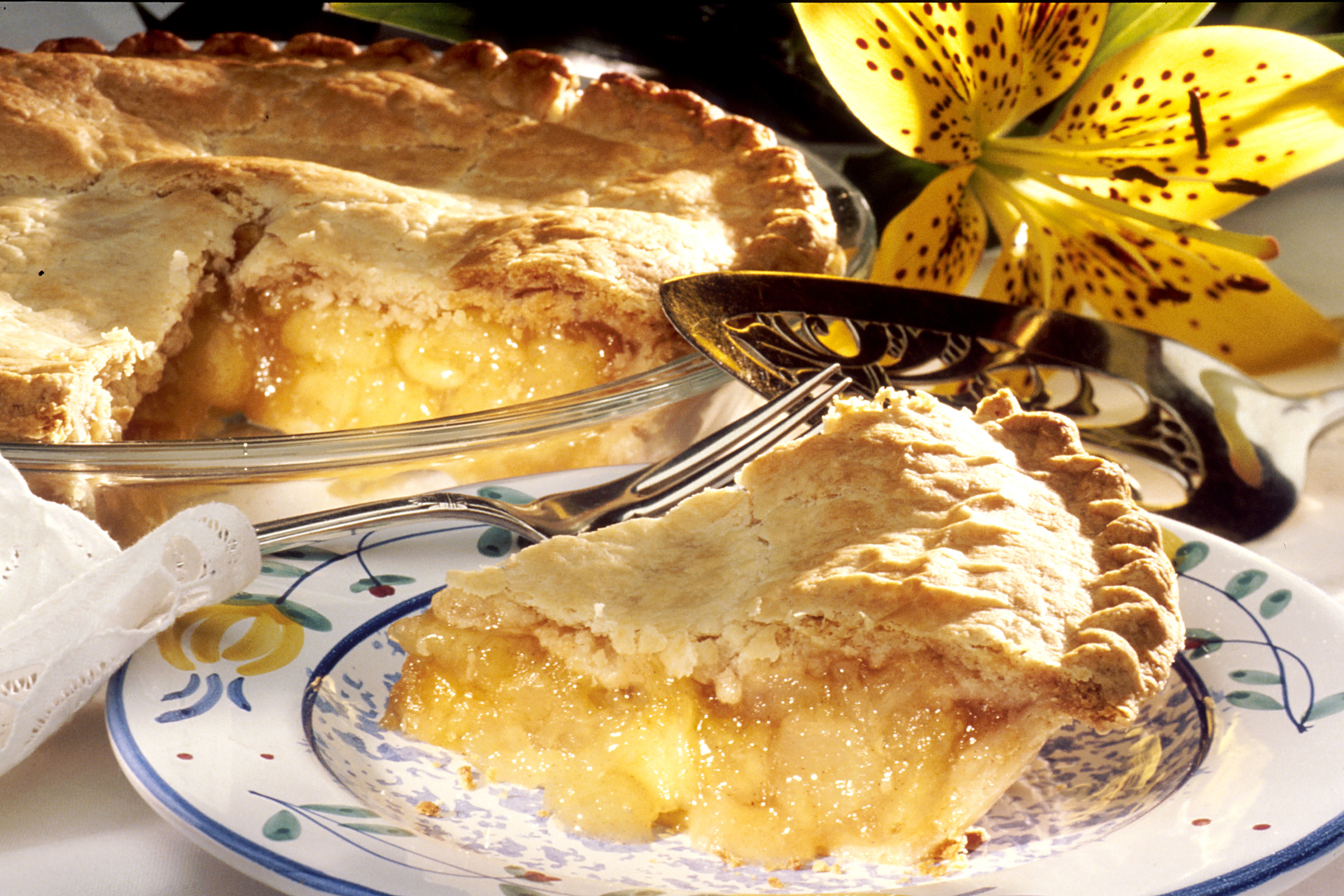
Plasterek wycięty z szarlotki

- Tourtière to placek mięsny. Po raz pierwszy powstał w Quebecu w Kanadzie. Zwykle nadzienie tworzy się ze zmielonej wieprzowiny, cielęciny lub wołowiny.
- Bisteeya to słodko-wytrawny placek rozpowszechniony w Maroku. Ma nadzienie z rozdrobnionego kurczaka, zmielonych migdałów i przypraw.
- Buko to tradycyjny filipiński placek z nadzieniem kokosowym.
- Pieróg to rosyjskie i ukraińskie danie. Może być słodki i zawierać twarożek lub owoce, takie jak jabłko, śliwki lub różne jagody. Wytrawne wersje mogą zawierać mięso, ryby, grzyby, kapustę, grykę lub ziemniaki.
- Torta caprese to tradycyjny włoski placek czekoladowo- migdałowy lub orzechowy. Czasami dodaje się do niego niewielkiej ilości likieru. Nazwa odnosi się do wyspy Capri.
- Torta de Santiago to rodzaj placka migdałowego z Galicji w Hiszpanii. Nadzieniem są głównie mielone migdały, jajka i cukier.
- Vlaai to placek z regionu Limburgii w Holandii. Występuje w wielu różnych odmianach nadzień owocowych.
- Zelnik to tradycyjny macedoński placek. Składa się z cienkiego ciasta wypełnionego serem i jajkami, szpinakiem, szczawiem, pokruszonym mięsem, porami i ryżem lub bardzo często w okresie zimowym kapustą kiszoną.